# Svessa
Svessa (en ukrainien : Свеса) est une commune urbaine de l'oblast de Soumy, en Ukraine. Sa population s'élevait à 6 310 habitants en 2021.

## Géographie
Svessa est située à 32 km à l'est-nord-est de Chostka, à 131 km au nord-ouest de Soumy et à 291 km au sud-ouest de Kiev.

## Population
| 1897* | 1926* | 1959* | 1970* | 1979* | 1989* | 1992* | 1998* |
| ----- | ----- | ----- | ----- | ----- | ----- | ----- | ----- |
| 865   | 1 265 | 5 682 | 7 216 | 8 706 | 8 890 | 8 900 | 8 200 |

| 2001  | 2014  | 2015  | 2016  | 2017  | 2018  | 2019  | 2021  |
| ----- | ----- | ----- | ----- | ----- | ----- | ----- | ----- |
| 7 758 | 6 838 | 6 755 | 6 665 | 6 644 | 6 591 | 6 467 | 6 310 |